# Unleash the Archers
Gli Unleash The Archers sono una band heavy metal canadese fondata a Victoria e a Vancouver. Lo stile del gruppo è una fusione di metal classico e power metal melodico.

## Storia
Gli Unleash the Archers vennero formati nel 2007 dalla cantante Brittney Slayes e dal batterista Scott Buchanan, con Brayden Dyczkowski alla chitarra. Fino all'entrata di Zahk Hedstrom, il gruppo non aveva un bassista. Pubblicarono il loro primo album, Behold the Devastation nel 2009, contenente due canzoni dal primo demo del gruppo: è tuttora l'unico album ad avere la formazione originale del gruppo per intero. Nel 2011 pubblicarono il secondo album Demons of the Astrowaste, un concept album basato sulla storia di un mercenario nello spazio. Seguirono l'EP Defy the Skies (il primo album senza Zahk Hedstrom), Time Stands Still (il primo pubblicato dopo il contratto con la Napalm Records e il primo senza Dyczkowski) e Apex (il primo album del gruppo ad essere inserito nella classifica Billboard). Dopo la pubblicazione dell'EP Explorers nel 2019, pubblicarono nel 2020 l'album Abyss, continuazione di Apex.

## Formazione

### Formazione attuale
- Brittney Hayes (a.k.a. Brittney Slayes) – canto (2007–presente)[15]
- Scott Buchanan – batteria (2007–presente)
- Grant Truesdell – chitarra, voce (2011–presente)
- Andrew Kingsley – chitarra, voce (2013–presente)
- Nick Miller - basso (2018-presente)

### Ex componenti
- Mike Selman – chitarra (2007–2011)
- Zahk Hedstrom – basso (2007–2012)
- Brad Kennedy – basso (2012–2013)
- Brayden Dyczkowski – chitarra, voce (2007–2013)
- Kyle Sheppard – basso (2014–2016)
- Nikko Whitworth – basso (2016–2018)

## Premi
Exclaim Magazine’s Readers Choice Awards for Best Metal Albums 2009: sesta posizione

Best Metal Band ai Whammy Awards a Vancouver nel 2015

## Discografia

### Album in studio
- 2009 - Behold the Devastation (indipendente)
- 2011 - Demons of the AstroWaste (indipendente)
- 2015 - Time Stands Still (Napalm Records)
- 2017 - Apex (Napalm Records)
- 2020 - Abyss (Napalm Records)
- 2024 - Phantoma (Napalm Records)

### EP
- 2012 - Defy the Skies
- 2019 - Explorers

### Demo
- 2008 - Unleash the Archers
- 2014 - Dreamcrusher

### Singoli
- 2011 - Dawn of Ages
- 2012 - General of the Dark Army
- 2015 - Tonight We Ride
- 2015 - Test Your Metal
- 2016 - Time Stands Still
- 2017 - Cleanse the Bloodlines
- 2017 - Awakening
- 2020 - Abyss
- 2020 - Soulbound